# Massimo Scarpati
Pour les articles homonymes, voir Scarpati.
Massimo Scarpati (né le 29 mai 1942 à Naples) est un apnéiste italien.

## Biographie
Massimo Scarpati est le champion le plus titré de la chasse sous-marine. Il a remporté cinq championnats d'Italie, trois championnats d'Europe par équipe et un en individuel, un championnat du monde en individuel et un par équipe, ainsi que plusieurs autres Grands Prix et trophées nationaux et internationaux. Il a été capitaine de l'équipe nationale italienne. Il est membre de la commission de l’Académie internationale des sciences et des techniques subaquatiques, qui décerne chaque année le Trident d'or à ceux qui se sont particulièrement distingués dans les activités de plongée. En raison de sa réputation et de son expérience, il est considéré comme l'une des figures les plus importantes et influentes dans le monde de la plongée sous-marine au niveau national et international. Marié à Gina Iacono, il a deux fils, Guido et Uberto.
Il a travaillé et a été pendant plusieurs années l'ambassadeur et le conseiller technique de la société Mares, une entreprise internationale, présente dans 80 pays, basée à Rapallo, dans la province de Gênes, qui produit des scaphandres et divers équipements pour la plongée. Il a conçu et breveté pour cette société toute une gamme célèbre et innovante d'articles et d'équipements, parmi lesquels les premières « ailettes longues », connus sous la marque linea Massimo Scarpati, contribuant ainsi à la transition de la plongée d'une période d'expérimentation et d'évolution qui était celle des années 1950 et 1960 à celle définitivement plus moderne des années 1970 et 1980, qui ont conduit à la standardisation des technologies actuelles. Il a voyagé partout dans le monde, en particulier dans les mers de l'Océan Pacifique, pour tourner divers documentaires sur le monde maritime et sur les similitudes que l'on peut constater dans la pratique de la chasse sous-marine par les peuples polynésiens.
Dans les années 1970, Massimo Scarpati s'installe à Stintino où il achète l'une des premières villas sur la plage de la Pelosa.
Dans les années 1980, il commence à pratiquer la pêche du corail rouge, avec un scaphandre autonome en eaux profondes, et continue encore aujourd'hui sur la côte de la Riviera del Corallo (it) à Alghero, en Sardaigne. Il a ainsi été le protagoniste de divers documentaires et programmes à la télévision nationale consacrés à la pêche du corail. En mai 2009 Rai tre lui consacre une émission spéciale pour la rubrique Persone.
En avril 2011, il adhère avec enthousiasme et conviction au Partito Caccia Ambiente, un parti écologiste au sein duquel il est immédiatement nommé responsable du secteur de la pêche sous-marine.

## Palmarès

### Championnat d'Italie
- Titre individuel 1968
- Titre individuel 1969
- Titre individuel 1970
- Titre individuel 1971
- Titre individuel 1973

### Championnat d'Europe
- Titre par équipe 1968
- Titre par équipe 1970
- Titre individuel 1974
- Titre par équipe 1974

### Championnat du monde
- 1 Championnat du monde individuel
- 1 Championnat du monde par équipe

### Trophées internationaux
- 3 fois vainqueur du Grand Prix international d'Ustica
- 3 fois vainqueur du Trophée international organisé par la revue Mondo Sommerso (it)

## Sources
- (it) Cet article est partiellement ou en totalité issu de l’article de Wikipédia en italien intitulé « Massimo Scarpati » (voir la liste des auteurs).